# Когда незнакомцы женятся
«Когда незнакомцы женятся» (англ. When Strangers Marry), позднее также выходил под названием «Обманутая» (англ. Betrayed) — фильм нуар режиссёра Уильяма Касла, вышедший на экраны в 1944 году.
Фильм рассказывает о молодой паре, которая вступает в брак после трёх свиданий, и сразу после свадьбы муж уезжает в командировку. Месяц спустя молодая жена (Ким Хантер) отправляется на встречу с мужем (Дин Джаггер) в Нью-Йорк, где сталкивается со своим бывшим ухажёром (Роберт Митчем). «Тем временем полиция начинает разыскивать её исчезнувшего мужа, подозревая его в убийстве. Девушка находит мужа, и вдвоём они продолжают увёртываться от копов».

## Сюжет
В бар филадельфийской гостиницы «Филадельфия» перед самым его закрытием заходит выпивший бизнесмен Сэм Прескотт, рассыпая по полу кучу банкнот и хвастаясь, что всегда носит с собой не менее 10 тысяч долларов. Сидящий рядом с ним за стойкой человек в шляпе, лицо которого не показано, помогает собрать ему деньги. Когда бармен говорит Прескотту, что мужчине нечем заплатить за ночлег, Прескотт предлагает незнакомцу переночевать в его номере. На следующее утро горничная заходит в номер Прескотта, обнаруживая его мёртвым. 
На поезде, направляющемся в Нью-Йорк, молодую женщину Милли Бакстер (Ким Хантер) ввиду отсутствия свободных мест подсаживают в купе к паре средних лет. Милли рассказывает им, что работает официанткой в небольшом городке Грантвилл в штате Огайо и недавно после трёх свиданий вышла замуж за Пола Бакстера (Дин Джаггер), который на следующий день после свадьбы уехал по делам, и с тех пор в течение месяца она о нём ничего не слышала. Слушающая её дама отмечает, что Милли вышла замуж за незнакомца. Далее Милли достаёт из сумочки телеграмму, которую муж отправил ей с вокзала в Филадельфии с просьбой встретиться с ней в гостинице «Шервин» в Нью-Йорке. Добравшись до Нью-Йорка, Милли приезжает в гостиницу, выясняя у клерка, что её муж ещё не приехал. В холле гостиницы она неожиданно встречает Фреда Гэма (Роберт Митчем), своего старого ухажёра по Грантвиллу, который, как и её муж, работает торговым агентом. Зайдя в её номер, Фред пытается обнять Милли, но она деликатно отстраняется, говоря, что недавно вышла замуж. Расстроенный Фред говорит, что «наверняка он лучший торговец, чем я». Затем Фред спрашивает Милли, получила ли она письмо, которое он направил ей в Грантвилл, однако Милли его не получала. Тем временем клерк за гостиничной стойкой читает в газете информацию об убийстве Прескотта, озаглавленную «Убийство шёлковым чулком», поскольку убийца использовал шёлковый чулок, чтобы задушить свою жертву. Милли ожидает мужа всю ночь, тревожно глядя в окно, где мигает неоновая вывеска танцклуба на доме напротив, откуда несутся звуки джаза, однако он так и не появляется. На следующее утро в кафе гостиницы она делится своей озабоченностью с Фредом, который предлагает пойти вместе с ней в полицейский участок, чтобы подать заявление об исчезновении человека. В участке Фред проводит Милли вместо отдела розыска пропавших людей в кабинет детектива по расследованию убийств, лейтенанта Блейка (Нил Хэмилтон). Блейк сначала хочет отправить Милли в другой отдел, однако, когда видит у неё телеграмму от мужа, направленную с вокзала в Филадельфии, проявляет к делу интерес и решает сам заняться расследованием. Фред провожает Милли обратно в гостиницу. Вскоре ей в номер звонит Пол, назначая ей встречу на улице. Милли быстро отправляется по указанному адресу и, придя на место, видит сквозь витрину кафе затылок сидящего Пола. В этот момент её неожиданно трогает за плечо Фред, который, видимо, следовал за ней. Милли на секунду поворачивается в его сторону, а когда снова смотрит в кафе, то Пола там уже нет. Фред провожает Милли в гостиницу. На следующее утро Фред узнаёт у гостиничного клерка, что Милли выписалась, не оставив адреса для связи, сразу после того, как ей кто-то позвонил. Милли тем временем добирается до многоквартирного жилого дома и заходит в квартиру, видя там сидящего в темноте Пола. Милли открывает шторы, впуская в комнату свет, Пол её обнимает, и они целуются. Обеспокоенная Милли спрашивает Пола, почему он ведёт себя столь странно, но он убеждает её, что всё нормально и что ей не следует беспокоиться. Успокоившись, Милли отправляется в магазин за продуктами, по пути назад она обращает внимание, что на почтовом ящике квартиры, где живёт Пол, указана чужая фамилия, а на камине в квартире Пола стоит фотография незнакомого мужчины (в реальности это фото самого Уильяма Касла). На её вопросы Пол отвечает, что это служебная квартира, и приглашает вместо ужина дома пойти посмотреть Нью-Йорк, где по просьбе Милли они посещают парк аттракционов на Кони-Айленде. На следующий день Милли спрашивает разрешения пригласить в гости Фреда, однако Пол категорически возражает. Стоя у открытого окна, Пол слышит, как сосед в окне напротив читает вслух статью об убийстве шёлковым чулком в Филадельфии, после чего стремительно выходит из квартиры и пропадает. Тем временем в полицейском участке Блейк допрашивает бармена из филадельфийской гостиницы о ночи убийства, и тот вспоминает, что незнакомец в баре был с чемоданом, на котором была наклеена эмблема гостиницы «Шервин». Блейк, связав пребывание Пола в Филадельфии во время убийства шёлковым чулком с тем фактом, что он заказал номер в гостинице «Шервин», начинает что-то подозревать. Он приглашает на допрос Фреда, предполагая, что тот, общаясь с Милли, мог узнать о том, где находится Пол. Однако Полу ничего не известно. Выходя из кабинета Блейка, Фред встречает в коридоре Милли, предупреждая её, что полиция подозревает Пола в убийстве, и спрашивает её, что ей известно о Поле. Когда Милли сообщает Фреду, что Пол работает на компанию по производству рубашек «Андерсон», Фред вызывается нанести визит работодателю Пола, чтобы прояснить ситуацию. Вернувшись в квартиру, Милли застаёт там Пола, который купил ей новое платье. Милли просит Пола взять её с собой в поездку в Филадельфию, однако он говорит, что этот город не относится к тем регионам, где он работает, и он там бывает только проездом. Пол приглашает Милли в кино, перед уходом Милли видит у Пола фирменные спички с эмблемой гостиницы «Филадельфия». Из кинотеатра Милли звонит Фреду, который сообщает ей, что Пол действительно работал в компании «Андерсон» и был там на хорошем счету, однако уволился из неё пару дней назад. В отчаянии Милли сбегает из кинотеатра и бредёт по улице. Наткнувшись на уличного газетного торговца, она покупает у него филадельфийскую газету, в которой говорится о том, что следы убийцы шёлковым чулком тянутся в Нью-Йорк. Милли добредает до ближайшего бара, где к ней подходит Фред. Милли делится с ней подозрениями относительно своего мужа и говорит, что намерена всё ему высказать. Перед уходом Фред просит Милли оставить ему на всякий случай свой номер телефона и адрес. Вернувшись домой, Милли застаёт Пола, который молча пакует свой чемодан. В этот момент на улице слышатся звуки сирен полицейских машин. Пол с сумкой выскакивает в коридор, но не успевает выбежать на улицу и прячется, поднявшись вверх по лестнице. В комнату Милли заходит Блейк с намерением допросить её. Милли говорит ему, что не знает, где её муж, и на просьбу дать ему фотографию Пола даёт фото мужчины, которое стоит на камине. После ухода Блейка Пол возвращается в квартиру и, тронутый преданностью жены, назначает ей встречу тем же вечером. Встретившись, они направляются на автовокзал, чтобы уехать из города. Однако поскольку рейсов в этот день больше не запланировано, они соглашаются воспользоваться услугами частного таксиста. В пути по городу, почувствовав, что таксист что-то заподозрил, Пол вместе с Милли выходит из машины в одном из захудалых городских районов. Зайдя в негритянский клуб, они смотрят зажигательный танцевальный номер, после чего видят, как посетители приветствуют зашедшего в клуб для чествования чемпиона по боксу. Затем они вместе бродят по улицам, в итоге добираясь до бедного дома, где сдаётся комната. Чтобы не выдать Пола, Милли в одиночку снимает комнату, а затем тайно запускает Пола, однако его замечает маленькая девочка хозяйки. Устроившись в комнате, Пол рассказывает Милли, что в роковую ночь убийства шёлковым чулком он был в гостинице «Филадельфия» и видел, как Прескотт хвастается деньгами, и у него даже был соблазн завладеть этими деньгами, однако он не убивал Прескотта и не крал его деньги. В этот момент в дверях появляется Блейк, арестовывая Пола. Выйдя из полицейского участка, Милли возвращается в гостиницу «Шервин», где клерк передаёт ей письмо Фреда, которое было переслано из Грантвилла. Милли поднимается на крышу гостиницы в небольшой садик для отдыха проживающих, встречая там Фреда. Она открывает конверт с письмом и, несмотря на возражения Фреда, начинает его читать. Милли обращает внимание на то, что письмо написано на бланке гостиницы «Филадельфия», в письме Фред предлагает Милли выйти за него замуж и обещает подарить ценный подарок — шёлковые чулки. Пока Милли читает письмо, стоя на краю крыши, Фред заносит руки, чтобы столкнуть её вниз, однако лай собаки заставляет её обернуться, после чего она убегает. Милли прибегает к Блейку и показывает ему письмо, однако Блейк говорит, что письма не достаточно для обвинения, кроме того, украденные деньги до сих пор не найдены. Тем не менее Блейк приезжает в гостиницу для допроса Фреда, который в этот момент судорожно засовывает пачку денег в почтовый конверт, надписывая на нём свой адрес в Атланте. Появляется Блейк с намерением провести обыск в его номере, и спрашивает, какой подарок он собирался подарить Милли. Фред отвечает, что это кольцо, и выходит вместе с детективом в коридор, где скрытно бросает конверт в почтовый ящик. До забора почты остаётся всего несколько минут, и Блейк замечает, что Фред начинает потеть, заметно нервничает и пытается всячески отвлечь его разговорами. Блейк стремительно спускается вниз по лестнице, чтобы перехватить почтальона, который пришёл забрать почту. Наконец, падает конверт Фреда, из которого высыпается его содержимое. Фреда арестовывают, а с Пола снимают все подозрения. Пол вместе с Милли садится на поезд. Когда они размещаются в купе, к ним подсаживают молодую девушку, которая рассказывает, что работала официанткой и совсем недавно вышла замуж.

## В ролях
- Дин Джаггер — Пол Бакстер
- Ким Хантер — Милли Бакстер
- Роберт Митчем — Фред Грэм
- Нил Хэмилтон — детектив, лейтенант Блейк
- Ронда Флеминг — девушка в поезде
- Вирджиния Сейл — гостиничная горничная

## Создатели фильма и исполнители главных ролей
Как режиссёр Уильям Касл более всего прославился на рубеже 1950-60-х годов серией необычных фильмов ужасов, а также пиар-акциями, которые сопровождали выход этих фильмов на экран. К этим фильмам относятся, в частности, «Дом ночных призраков» (1959), «Колющий» (1959), «Убийственный» (1960) и «Мистер Сардоникус» (1961). Однако ещё до этого, в 1940-е годы Касл поставил несколько удачных низкобюджетных фильмов нуар, среди них «Знак свистуна» (1944), «Таинственное вторжение» (1946), «Джонни-стукач» (1949), «Поддержка» (1949) и «Голливудская история» (1951).
«Эта картина категории В студии Monogram Pictures дала Роберту Митчему его первую главную роль». Во второй половине 1940-х годов Роберт Митчем стал одним из самых признанных актёров жанра фильм нуар, сыграв в таких признанных картинах, как «Из прошлого» (1947), «Перекрёстный огонь» (1947), «Ангельское лицо» (1952), «Ночь охотника» (1955) и многих других.
В 1952 году Ким Хантер завоевала Оскар за роль второго плана в драме «Трамвай «Желание»» (1951). К другим наиболее известным её работам в кино относятся роли в хоррор-триллере «Седьмая жертва» (1943), криминальной драме «Криминальная полоса в прессе США» (1952), политической драме «Центр бури» (1956), а также в серии фантастических приключенческих фильмов «Планета обезьян» (1968), «Под планетой обезьян» (1970) и «Бегство с планеты обезьян» (1971). В 1950 году Дин Джаггер завоевал Оскар за роль второго плана в военном боевике «Вертикальный взлёт» (1949). Джаггер сыграл роли второго плана в нуаровом вестерне «Преследуемый» (1947, с Митчемом), в нуаре «Тёмный город» (1950), социальном нуаровом триллере «Плохой день в Блэк Роке» (1955) и религиозной драме «Элмер Гантри» (1960).

## Оценка фильма критикой

### Общая оценка и характеристика фильма
Критика положительно оценила картину как качественно поставленный и сыгранный малый фильм нуар с отличным саспенсом. В частности, сразу после выхода картины журнал Variety отметил, что «лишь одна вещь неправильна в этом фильме — это его дезориентирующее название», пояснив, что «ярлык „Когда незнакомцы женятся“ предполагает очередную пьесу о проблемах новобрачных. Однако на самом деле фильм оказывается напряжённым психологическим триллером об убийце и его розыске, полным саспенса и эмоционального возбуждения». Журнал считает, что «фильм сделан умно и свежо во всём — в сценарии, постановке и особенно в операторской работе. Точные ракурсы, монтаж и другие создающие настроение элементы операторской работы проработаны с надлежащим эффектом, не нарушающим ход повествования. Возбуждённое состояние умно поддерживается на всём протяжении картины, создавая правильную атмосферу».
По мнению Брюса Эдера, «в отличие от большинства фильмов категории В того времени, этот фильм не кажется сделанным на скорую руку или банальным, а актёрская игра безошибочна, хотя Роберт Митчем ещё не стал настолько хорошим актёром, чтобы сделать то, что требует от него сценарий в развязке фильма». Далее Эдер отмечает: «Касл поддерживает атмосферу саспенса на всём протяжении, и ему даже удаётся обогатить её необычным образом, в частности, интерлюдией в Гарлеме, где показан великолепный танцевальный номер в клубе с участием Мери Брайант, который не просто красиво поставлен и снят, но к тому же ни на йоту не нарушает настроения фильма».
Деннис Шварц называет картину «недорогой работой студии Monogram, которая неплохо смотрится как низкобюджетный фильм нуар категории В, представивший Роберта Митчема в его первой главной роли. Он поставлен признанным мусорным режиссёром Уильямом Каслом, который раскручивает историю просто, не приукрашивая её хитроумными трюками, которые он будет применять в дальнейшем в своей карьере в качестве кинорежиссёра эксплуатационного жанра». По мнению Шварца, «это небольшой фильм, но он хорошо справляется с тем, чтобы обеспечить волнующие моменты и чисто визуальное наслаждение, в частности, в сцене, где Хантер смотрит из гостиничного окна, и её лицо освещается вспышками неоновой рекламы в то время как с улицы доносятся звуки джаза». Шварц резюмирует свою оценку словами: «Если вы не ожидаете много, вам этот фильм понравится».

### Характеристика работы режиссёра и актёров
Саймон Кэллоу написал в своей книге «Орсон Уэллс: здравствуйте, американцы», приводит следующие слова Уэллса о фильме: «Он не столь искусен, как „Двойная страховка“ и не столь ярок, как „Лора“, но он лучше сыгран и лучше поставлен… чем они».
Эдер отмечает, что «Уильяма Касла в течение его последующей карьеры в качестве режиссёра и продюсера часто обвиняли — с определённым на то основанием — в том, что он обкрадывал Альфреда Хичкока. Но даже здесь, в начале своей карьеры Касл демонстрирует уникальное владение жанром триллера и способностью сделать больше, чем просто передвигать актёров перед камерой (обычно большего трудно ожидать от фильмов Monogram Pictures), а также глубокое знание набора приёмов Хичкока, известного на 1944 год». Развивая свою мысль, Эдер указывает, что «с точки зрения сюжета фильм смотрится так, как будто кто-то взял лучшие элементы „Подозрения“, „Тени сомнения“ и „39 ступеней“ плюс „Седьмой жертвы“ (первого фильма Ким Хантер) и общий подход Вэла Льютона к низкобюджетному кино, сложил всё это в коробку, перемешал и заново сложил в очень хорошее целое».
По словам журнала TimeOut, «Касл, будущий шоумен жанра хоррор, делает всё просто, полагаясь на актёров и превосходный текст, а Митчем показывает, что способен на многое». По словам Variety, "Роберт Митчем демонстрирует живость, исполняя роль друга детства, у Дина Джаггера мягко угрожающий вид, который соответствует образу подозреваемого, а Нил Хэмилтон играет лейтенанта полиции тихо и с достоинством. Variety указывает, что «Ким Хантер, относительный новичок, очаровательна и необычайно привлекательна в роли сметённой, но верной жены», TimeOut дополняет, что «Хантер играет невинность», а Шварц отмечает, что она «чувствует себя одинокой и напуганной в большом городе. Источник её силы заключается в том, что она всегда доверяет своему природному чутью».